# モーグル計画
モーグル計画（モーグルけいかく、Project Mogul）あるいはモーグル作戦（モーグルさくせん、Operation Mogul）とは、アメリカ陸軍航空軍が実施した極秘計画の1つである。マイクロフォンを搭載した高高度気球を用い、ソビエト連邦による核爆弾実験から発される音波を長距離探知することが主な目的であった。この計画は1947年から1948年後期まで行われた。

## 内容
モーグル計画はモーリス・ユーイング博士によって着想された。ユーイングは深海音響チャネルの研究を行っていた人物で、同様の音響チャネルが高層大気にも存在し、「気圧と気温が音速を最小にする特定の高度では、音波は反射のせいでそのチャネルの中で伝わってとどまるだろう」とする学説を立てていた。この計画では、ディスク型マイクロフォン（ディスクが載せられていた）と信号を地上へと中継するためのラジオトランスミッターを搭載した気球群が使われた。計画の監督者にはジェイムズ・ピープルズ博士（Dr. James Peoples）が、補助者にはアルバート・P・クレイリー博士が付いた。
計画の性質上、この実験用気球には長い期間に渡って比較的一定の高度を保つことが求められた。初期のモーグル気球はゴム製の気象観測用気球を複数束ねたものだったが、まもなくポリエチレンプラスチック製の気球によって置き換えられた。これらは初期のゴム製気球より耐久力があり、ヘリウムの漏れも少なく、そして一定高度を保持する能力にも長けていた。高度制御とポリエチレン気球はモーグル計画における2つの技術的革新であった。
モーグル計画はある程度成功したものの、非常に費用がかさんだこともあり、より安くより簡単に配備し操作できる地震検知器によって取って代わられた。
モーグル計画は、1940年代後期に開始されたスカイフック気球計画や、1950年代初期に実施されたソビエト連邦に対する領空侵犯と写真調査を目的とする2つの諜報作戦（モビー・ディック計画、ゲネトリクス計画）先駆けであった。気球による領空侵犯はソビエト連邦政府からの激しい非難を招いた。気球は宇宙線の実験にも使われた。

## モーグル計画とロズウェル事件
1994年および1995年、アメリカ空軍はロズウェル事件に関する報告書として『ロズウェル・リポート』を発表した。この中で空軍は、事件においてUFOとされたものの正体について、1947年6月4日にニューメキシコ州アラモゴードから放球されてロズウェル近くに墜落したモーグルフライト#4であったとしている。また、事件当時に政府がモーグルについての情報を機密扱いのままにするよう望んでいたともしており、この装置を見慣れていない職員が異星人の宇宙船の噂を導いたのだと推測している。